# 马赫迪耶
馬赫迪耶（阿拉伯语：‎）是突尼西亞馬赫迪耶省的省會，為一沿海城市，位于莫納斯提爾的南方及蘇塞的東南方。法蒂瑪王朝曾在此地建立首都。
根據2004年的人口普查，約有45,977人居住於此，居民主要從事漁業相關行業。

## 歷史

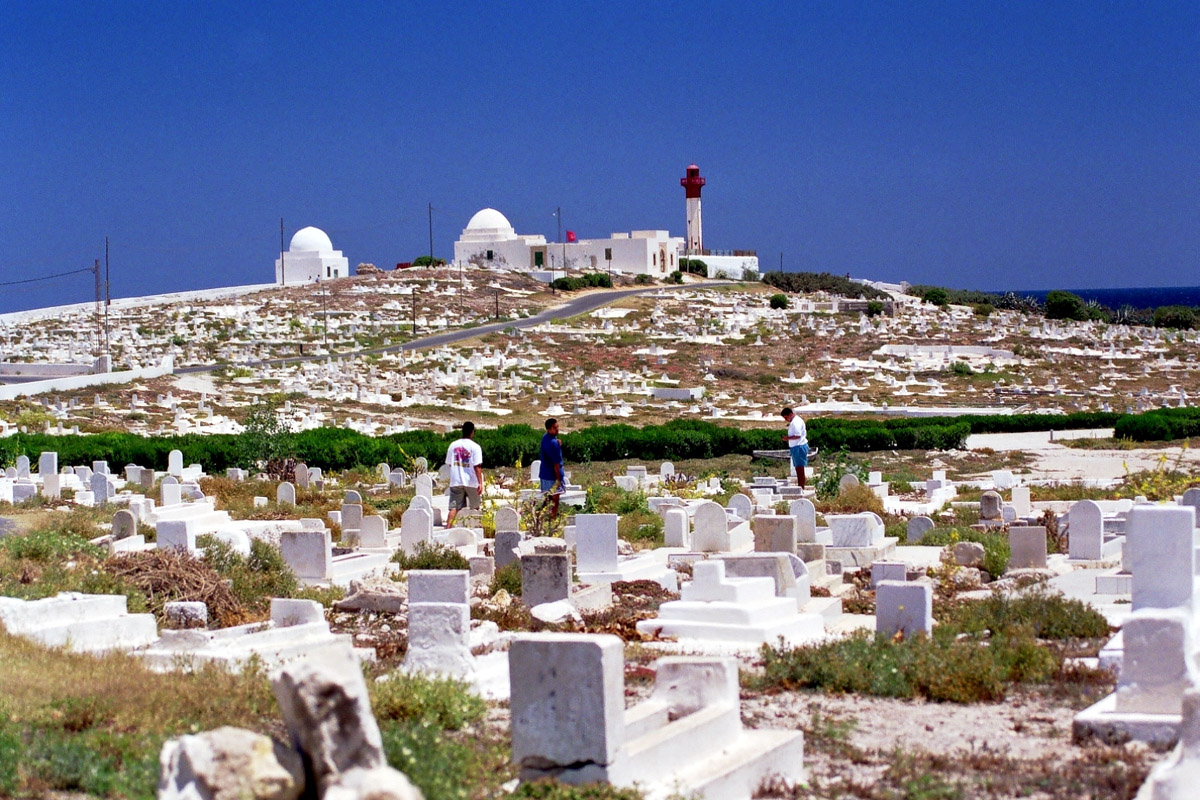
馬赫迪耶的海岸墓地

馬赫迪耶在羅馬帝國時期就已存在，古典時代被稱為Ruspae、Henchir SBIA或只作SBIA。這裡的沿岸曾經發現一艘沉船，內部發現了約前80年的希臘藝術品，也就是羅馬人早期統治這一地區時發生的。
6世紀時，這裡被稱作Ruspina，為天主教會的教區。
法蒂瑪王朝的開國哈里發阿卜杜拉·馬赫迪於921年正式定都於馬赫迪耶，其原因是此地靠海，能夠有效的在軍事上對腓尼基人進行抗衡。
1087年，馬赫迪耶遭到進攻，來自熱那亞與比薩武裝船隻燒毀了停泊在海港裡的穆斯林船隻，不久之後基督徒便佔領了這裡。基督徒對西地中海的控制於第一次十字軍東征中在海上的進攻發揮了關鍵作用。11世紀時齊里王朝定都於此，但在1148年被諾曼人征服。1160年，穆瓦希德王朝控制了整個地區。
後來馬赫迪耶仍遭遇不少攻擊。1390年，此地成了Mahdian十字軍遠征的目的地，法國軍隊展開了圍城戰，但仍無法佔領。最後馬赫迪耶被西班牙人燒毀。雖然之後這裡進行了重建工作，但已經失去了商業物流的重要性。

## 友好城市
- 義大利Mazara del Vallo

## 外部連結
- （英文）馬赫迪耶 指向大海 （页面存档备份，存于）

35°30′N 11°04′E / 35.500°N 11.067°E